# Loriges
 Loriges  là một xã ở tỉnh Allier thuộc miền trung nước Pháp.